# 제로믹스
제로믹스는 대한민국의 바이오 벤처기업이다. 본사는 경기도 수원시 영통구에 위치하고 있다. 
2021년 5월 10일 설립되었다(모기업 (주)클리노믹스). 극노화와 극질병을 목표로, 생정보학 및 인공지능 기반 의학 및 약학 연구 개발 사업을 한다. 신생 항원 기반 항암 백신을 개발하는 연구자들이 주축으로 설립된 회사이다.